# Елиашевич, Игорь Владимирович
Игорь Владимирович Елиашевич (укр. Ігор Володимирович Єліашевич; 20 октября 1939, Новоград-Волынский, Житомирская область — 12 июня 2006) — украинский государственный деятель, депутат Верховной рады Украины I созыва (1990—1994).

## Биография
Родился 20 октября 1939 года в городе Новоград-Волынский в семье военнослужащего.
В 1962 году окончил Киевский технологический институт лёгкой промышленности по специальности «инженер-технолог».
Работал начальником цеха Виноградовской обувной фабрики, главным инженером Хустской обувной фабрики, директором Криворожской обувной фабрики. С июля 1987 года — генеральный директор Закарпатского производственно-торгового обувного объединения.
В 1990 году в ходе первых альтернативных парламентских выборов в Украинской ССР был выдвинут кандидатом в народные депутаты. 18 марта 1990 года во втором туре был избран народным депутатом Верховного совета Украинской ССР XII созыва (в дальнейшем — Верховной рады Украины I созыва) от Ужгородского избирательного округа № 167 Закарпатской области, набрал 54,73% голосов среди 18 кандидатов. В парламенте был членом комиссии по иностранным делам. Депутатские полномочия истекли 10 мая 1994 года.
Умер 12 июня 2006 года.